# ماری دورو
ماری دورو (انگلیسی: Marie Doro؛ ۲۵ مهٔ ۱۸۸۲ – ۹ اکتبر ۱۹۵۶) یک هنرپیشه تئاتر و سینما اهل ایالات متحده آمریکا بود.

## بخشی از فیلمشناسی
از فیلم‌ها یا برنامه‌های تلویزیونی که وی در آن نقش داشته‌است می‌توان به آثار زیر اشاره کرد.
- دیپلماسی (۱۹۱۶) (گمشده)
- الیور توئیست () (۱۹۱۶) (گمشده)